# Käthi La Roche
Käthi La Roche geb. Kaiser (* 1948 in Zürich) ist eine Pfarrerin der Evangelisch-reformierten Landeskirche des Kantons Zürich. Sie ist die erste Frau, die in das Pfarramt am Grossmünster gewählt wurde.

## Leben und Werk
Theologie studierte Käthi La Roche mehrheitlich in Zürich. Es folgte ein längerer Aufenthalt in Lateinamerika, während dessen sie sich mit der lateinamerikanischen Kirche und Befreiungstheologie auseinandersetzte. Von 1980 bis 1990 war La Roche Studentenpfarrerin der Universität Zürich und der ETH Zürich; 1987 war sie während eines Sabbaticals Gastdozentin an der theologischen Fakultät von Managua. Eine berufsbegleitende Ausbildung in Freudscher Psychoanalyse erfolgte während ihrer Zeit als Seelsorgerin der psychiatrischen Klinik Oetwil am See. Käthi La Roche war in erster Ehe mit dem Journalisten Emanuel La Roche und in zweiter Ehe mit dem Filmemacher Walo Deuber (1947–2017) verheiratet und ist Mutter einer aus Kolumbien stammenden Adoptivtochter.
La Roche trat ihre Pfarrstelle am Grossmünster 1999 an und wurde an Ostern 2011 pensioniert. Zuvor sprach sie regelmässig das Wort zum Sonntag am Schweizer Fernsehen. 490 Jahre nach der Reformation war sie die erste Frau, die in der «Mutterkirche» der Zürcher Reformation als Pfarrerin wirkte.

## Reputation
La Roche gilt als eine couragierte Kirchenfrau und wurde während ihrer Dienstzeit weit über die Zürcher Stadt- und Kantonsgrenzen bekannt. So nahm sie zu den Terroranschlägen vom 11. September 2001 in den USA Stellung, «diese hätten nicht die ‹westliche Zivilisation› ins Herz getroffen, sondern die Zentren von Finanz- und militärischer Macht. Diese Herzen aber seien aus Stein und Stahl – ohne Gefühl für die Nöte der Menschen.» Verständnis zeigte sie im Frühling 2003 für Jugendliche, als diese im Rahmen einer Protestaktion gegen den Irakkrieg einen Kirchturm des Grossmünsters besetzten; dennoch mussten sie den Turm räumen, da dieser eben «auch für edle Anliegen» nicht missbraucht werden dürfe. Für Kritik am christlichen Glauben war sie offen, so räumte sie nach dem Erdbeben im Indischen Ozean 2004 ein, «[…] dass man sich in solchen Situationen leicht frage, ob Gott denn schwerhörig sei. In der überwältigenden weltweiten Anteilnahme, Hilfsbereitschaft und Solidarität zeige sich aber, dass ‹Gott bereits auf dem Plan ist›». Anlässlich der friedlichen Besetzung des Grossmünsters im Dezember 2007 durch Flüchtlinge, im Rahmen einer Protestaktion gegen das verschärfte Asylrecht zeigte sie Dialogbereitschaft und Mitgefühl. Bei der Trauerfeier des Schriftstellers Hugo Loetscher hielt Käthi La Roche am 28. August 2009 im Grossmünster die Trauerrede.

## Publikationen
- Käthi La Roche: Kunstwerk Grossmünster. Ein theologischer Führer. Theologischer Verlag Zürich, Zürich 2009, ISBN 978-3-290-17483-5.
- Gottfried Boehm, Jacqueline Burckhardt, Bice Curiger, Ulrich Gerster, Regine Helbling, Claude Lambert, Käthi La Roche, Urs Rickenbach, Katharina Schmidt, Marina Warner: Sigmar Polke: Fenster – Windows Grossmünster Zürich. Parkett Publishers und Grossmünster Zürich, Zürich und New York 2010, ISBN 978-3-907582-27-5.
- Käthi La Roche: Nicht ein Geist der Verzagtheit. Grossmünster-Predigten. Zürich 2011.